# اتفاقية أوسلو 2
الاتفاق الانتقالي بشأن الضفة الغربية وقطاع غزة الشهير باتفاق اوسلو 2 أو اتفاقية اوسلو الثانية، هي اتفاقية محورية ومركبة في عملية السلام الإسرائيلية الفلسطينية. ولأنه تم التوقيع على الاتفاقية في طابا، تسمى أحياناً اتفاقية طابا. وضعت الاتفاقية تصوراً لتأسيس حكومة ذاتية انتقالية فلسطينية في الأراضي الفلسطينية، لكنها لم تتضمن وعد بإقامة دولة فلسطينية مستقلة. أسست اوسلو 2 المناطق أ، ب، وج في الضفة الغربية. مُنحت السلطة الفلسطينية بعض السلطات والمسئوليات المحدودة في المنطقة «أ» و «ب»، مع إمكانية عقد مفاوضات حول التسوية النهائية حسب قراري مجلس الأمن رقم 242 و338. تم التوقيع الرسمي على الاتفاقية في واشنطن يوم 28 سبتمبر 1995، وسبقتها أحداث دامية تركت أثراً عليها، فقد سبقتها مجزرة الحرم الإبراهيمي وعدة عمليات انتحارية هزت العمق الإسرائيلي، وأعقبها اغتيال رئيس الوزراء الإسرائيلي إسحق رابين.

## السياق التاريخي
تم التوقيع على اوسلو 2 أولاً في طابا (في شبه جزيرة سيناء، مصر) من قبل إسرائيل ومنظمة التحرير الفلسطينية في 24 سبتمبر 1995 ثم بعد أربعة أيام في 28 سبتمبر 1995 من قبل رئيس الوزراء الإسرائيلي إسحاق رابين ورئيس منظمة التحرير الفلسطينية ياسر عرفات وبشهادة الرئيس الأمريكي بيل كلينتون وممثلين عن روسيا، مصر، الأردن، النرويج، والاتحاد الأوروبي في واشنطن العاصمة.
الاتفاقية مبنية على أساسيات اتفاق اوسلو 1 المبدئي، المعروف رسمياً باسم إعلان المبادئ حول ترتيبات الحكومة الذاتية الانتقالية، والذي وقع رسمياً في 13 سبتمبر 1993 من قبل إسرائيل ومنظمة التحرير الفلسطينية، حيث تصافح رابين وعرفات في واشنطن دي سي، وبشهادة رسمية من قبل الولايات المتحدة وروسيا.
ألغت الاتفاقيات الثلاث السابقة:
- اتفاق غزة أريحا أو اتفاقية القاهرة، 4 مايو 1994.
- اتفاقية نقل السلطات والمسئوليات بين إسرائيل ومنظمة التحرير الفلسطينية، 29 أغسطس 1994.
- الپروتوكول المتعلق بنقل مزيد من السلطات والمسئوليات، 27 أغسطس 1995.

تسمى اتفاقية اوسلو 2 بالاتفاقية الانتقالية لأنه كان من المقترح أن تكون أساساً لمفاوضات لاحقة، والتمهيد لاتفاقية سلام شاملة نهائية. في أعقاب اوسلو 2 تم التوصل لاتفاقيات إضافية مختلفة، لكن المفاوضات لم تثمر عن اتفاقية سلام نهائية.

## هدف الاتفاقية
تتحدث ديباجة الاتفاقية عن التعايش السلمي، الكرامة والأمن المتبادلين، بينما تعترف بالحقوق الشرعية والسياسية المشتركة للطرفين. هدف المفاوضات الإسرائيلية الفلسطينية، من بين أهداف أخرى، هو تأسيس حكومة ذاتية انتقالية فلسطينية للشعب الفلسطيني في الضفة الغربية وقطاع غزة، لفترة انتقالية لا تتجاوز الخمس سنوات، تؤدي لتسوية دائمة حسب قراري مجلس الأمن رقم 242 و338.
في أقرب وقت ممكن لكن لا يتعدى 4 مايو 1996، تبدأ المفاوضات حول الوضع الدائم، والتي تؤدي إلى تنفيذ قراري مجلس الأمن رقم 242 و338، تسوية جميع القضايا الرئيسية.
أعلنت وزارة الشؤون الخارجية الإسرائيلية أن الهدف الرئيسي من الاتفاقية الانتقالية «توسيع الحكم الذاتي الفلسطيني في الضفة الغربية عبر سلطة الحكم الذاتي المنتخب [للسماح] للفلسطينيين بإدارة شؤونهم الداخلية، تقليل نقاط الاحتكاك بين الإسرائيليين والفلسطينيين، وفتح مساحة جديدة من التعاون والتواجد المشترك اعتماداً على المصالح المشتركة، الكرامة والاحترام المشترك. في الوقت نفسه، وضع كلا الطرفين في الحسبان الأمن الخارجي وكذلك الأمن الشخصي لمواطنيها في الضفة الغربية».

## أطراف الاتفاقية

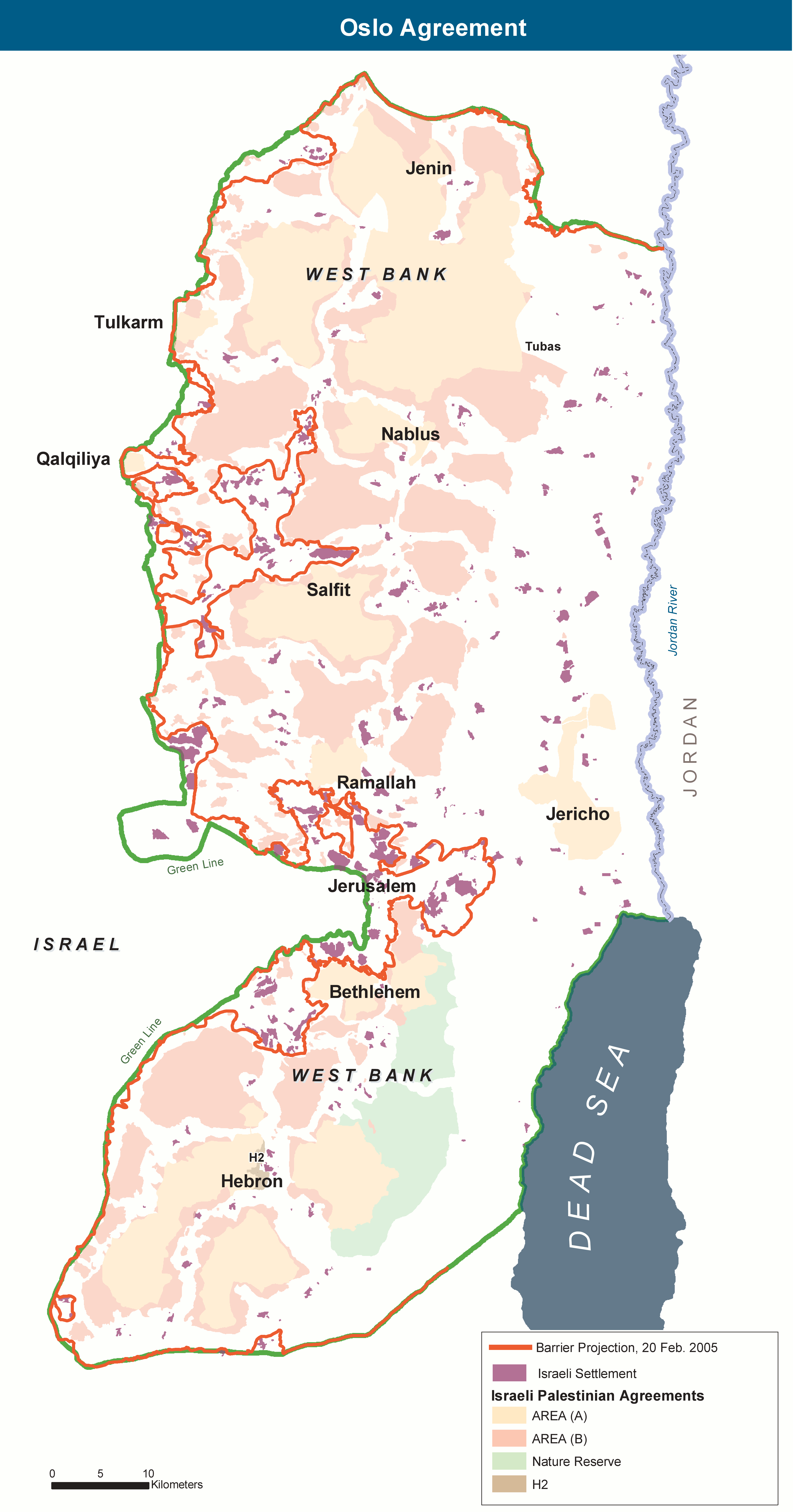
خريطة تظهر المناطق A (الأصفر)، B (الأحمر)، المحميات الطبيعية (الأخضر)، المستوطنات الإسرائيلية (الأرجواني) وإسقاط جدار الضفة الغربية لعام 2005 (الخط الأحمر).B.

إسرائيل ومنظمة التحرير الفلسطينية، ووقعت عليها الولايات المتحدة الأمريكية وروسيا الفدرالية والاتحاد الأوروبي ومملكة النرويج وجمهورية مصر العربية.

## ملخص الاتفاقية
قسم الاتفاق المناطق الفلسطينية إلى (أ) و (ب) و (ج) تحدد مناطق حكم السلطة والمناطق الخاضعة لإسرائيل وغير ذلك، ويقضي الاتفاق بانسحاب إسرائيل من ست مدن عربية رئيسية و400 قرية في بداية العام 1996، وانتخاب 82 عضوا للمجلس التشريعي، والإفراج عن معتقلين في السجون الإسرائيلية.
وتضمنت تأكيدا على ما سبق في الاتفاقات السابقة وعلى الترتيبات الأمنية والمعابر، وجعلت للخليل ترتيبات خاصة لحماية 400 مستوطن يهودي. ومن المفترض أن يكون اتفاق أوسلو2 هو المرحلة الثانية التي ستتلوها مفاوضات الوضع النهائي.
جاء نص الاتفاقية في 314 صفحة، ويحتوى على سبعة بروتوكولات، هي:
- إعادة الانتشار
- الترتيبات الأمنية
- عقد انتخابات
- تنظيم الشؤون المدنية
- تنظيم الشؤون القانونية
- العلاقات الاقتصادية
- برنامج التعاون الإسرائيلي - الفلسطيني
- الإفراج عـن سـجناء وموقوفين فلسـطينيين

لم يتضمن الاتفاق الانتقالي ما يحد من إستمرار عملية بناء المستوطنات في الضفة الغربية عامة وفي القدس بصفة خاص، كما لم يحدد حدود المدن والقرى الفلسطينية. ففي الوقت الذي حدد نص الاتفاق المنطقة «أ» بحدود محددة لبعض المدن، والمنطقة «ب» بحدود
محددة لمعظم القرى، فإنه عرَّف المنطقة «ج» بأنها الضفة الغربية ما دون «أ» و«ب» (وذلك كما جاء في المادة الحادية عشرة، البند الثالث، الفقرة ج، ص 15: "المنطقة «ج» تعني مناطق الضفة الغربية خارج منطقتي «أ» و«ب»).
تشير المادة الثانية والعشرون من الملحق الثالث للاتفاق إلى أن «الصلاحيات والسلطات في مجال تسجيل الأراضي في الضفة الغربية وغزة ستنقل من الحكومة العسكرية الإسرائيلية إلى الجانب الفلسطيني، ويشمل ذلك، ضمن أشياء أُخرى: تسجيل الأراضي والعقارات؛ التسجيل الأولي للأراضي؛ تسجيل قرارات المحاكم...»، فإن باقي النص يضع قيوداً تجعل للجانب الإسرائيلي نوعاً من حق النقض إذا أراد ذلك. فمثلاً، تُستثنى المنطقة «ج» (وهي أكثرية الضفة الغربية وغـزة) إلى حين المراحل اللاحقة من إعادة الانتشار (البند 2، المادة 22، الملحق 3، ص 154).
أمّا البند الثالث فيشير إلى ضرورة احترام حقوق الإسرائيليين القانونية في هذا الصدد (ويذكر أن هذه الحقوق غير معروفة للجانب الفلسطيني بصورة عامة). ويشير
البند الرابع من المادة نفسها إلى حق أي إسرائيلي أوأية جهة إسرائيلية في الاعتراض
على أي قرار فلسطيني خاص بموضوع تسجيل الأراضي خلال مدة محددة في النص، الأمر الذي يوجب رفع الأمر إلى «لجنة مشتركة»، وهذه اللجنة المشتركة تقرر ما إذا كانت ستقر تنفيذ القرار الفلسطيني موضوع الاعتراض أم لا.
في الفقرة الرابعة من المادة الثانية والعشرين، الملحق الثالث، أن "اللجنة المشتركة ستنعقد خلال أربعة عشر يوماً من تقديم الاعتراض للبحث في جميع الجوانب المتعلقة بالموضوع، وتقرر ما إذا كانت ستقر تنفيذ الإجراءات بشأن الموضوع الذي قُدّم حوله الاعتراض." ولتكتمل الدائرة، فإن البند نفسه يشير إلى ضرورة تقديم الجانب الفلسطيني معلومت للإسرائيليين بشأن أي إجراء جديد في هذا الصدد: "سـيقدم الجانب
الفلسطيني في أقرب فرصة وعبر لجنة الارتباط معلومت حول أي قرار أوأي طلب تنفيذ لتسجيل (بما فيه التسجيل الأوّلي الذي قد يؤثر علـى حقوق الإسرائيليين)".
أمّا الجانب الأساسي الذي يتـيح الاتفاق فيه للطرف الفلسطيني خق وقائع أساسية لمصلحته فيتمثل بصورة رئيسية في موضوع الانتخابات، إذ يشير الاتفاق إلى انتخاب مجلس مكون من 82 عضواً. ومن دون الدخول في التفصيلات، فإنه يعطي إمكاناً لنوع من الفصل بين السلطات التشريعية والتنفيذية والقضائية، فإنه وبالتالي فإن في حجم المجلس وصلاحياته بعض ملامح برلمانية يخلق نوعاً من الشرعية الشعبية، وقد يشكل بداية لنظام مساءلة ولإعـادة تشكيل نظام سياسي فلسطيني، بعد أن بدأ النظام الحالي الانهيار. هذا على الرغم من وجود ثغرات في موضوع الانتخابات، فإن هناك إيجابية عامة في الموضوع تتمثل في
مركزية ووحدة الانتخابات؛ وهذه مسألة لها علاقة بوحدة الشعب الفلسطيني السياسية.
وإذا انتقلنا إلى معيار آخر للتقويم، هو معيار اتفاق أوسلو الذي يعتبـر هـذا الاتفـاق تطبيقاً لشقه الثاني، لوجدنا أن سقف هذا الاتفاق أدنى من سقف اتفــاق أوسلو في جوانـب كثيـرة، نحـاول فيمـا يلـي إيـرادأمثلـة لهـا: أبـرز الأمثلـة يـأتي في مجال ترحيل بعض القضايا، التي نص اتفاق أوسلو على أنها مـن قضايا المرحلة الانتقالية، إلى مرحلة المفاوضات النهائية؛ وأبرز مثـال لهذا تأجيل المرحلة الثانية من إعادة الانتشار ليتم التفاوض بشأنها في المفاوضات النهائية. فقد جاء في البند الثالث من المادة الثالثة عشرة، وعنوانها «إعادة انتشار القوات الإسرائيلية»، ما يلي: «إعادة انتشار إضافية إلى مواقع محددة ستُطبق بالتدريج مع نقل الصلاحيات في النظام العام والأمن الداخلي إلى الشرطة الفلسطينية.»
أمّا في الاتفاق الحالي، فقد رُحّلت هذه المسألة إلى المفاوضات النهائية؛ إذ جاء في البند العاشر من المادة الأولى في الملحق الأول (إعادة الانتشار والترتيبات الأمنية): "المواقع الأمنية المحددة... المشار إليها في هذا الاتفـاق سـوف تقـرر في مرحلة إعادة الانتشار اللاحقة في الوقت المحدد بما لا يتعدى 18 شهراً مـن تنصيب المجلس.
وسوف يتم التفاوض حولها في مفاوضات الوضع النهائي." وأمثلة أُخرى نوردها بصورة عابرة: إن اتفاق أوسلو يفسح مجالاً لإعـدة انتشار في جميع المناطق الآهلة، ولا يشير إلى تدرج، في حين أشار هذا الاتفاق إلى إعادة انتشار في مواقع سكانية محـددة لا كلها، وكذلك على نحو متدرج، أي أن ما أشار اتفاق أوسلو إلى كونه المرحلة الأولى من إعادة الانتشار قسم هنا إلى مراحل. ومن المعروف أن إسرائيل تبنّت نهج المراحل حتى تنتقل إلى مرحلة جديدة فقـط إذا كانت مرتاحة (وفقاً لمعاييرها) إلى تطبيق المرحلة التي سبقت، وهذا ما أشارت إليه تجربة الاتفاق السابق (غزة - أريحا).
لكن لعل التعارض العام والصارخ بين اتفاق أوسلو وما يفترض أنه تطبيق له يبرز عنـد تذكّر نص المادة الرابعة من إعلان المبادئ، الذي جاء فيه: «سوف تغطي ولاية المجلس أرض الضفة الغربية وقطاع غزة باستثناء القضايا التي سيتم التفاوض عليها في مفاوضات الوضع الدائم. يعتبر الطرفان الضفة وقطاع غزة وحدة ترابية واحدة يجب المحافظة على وحدتها وسلامتها خلال الفترة الانتقالية.»

## نص الاتفاقية
* البند (1): اتفاقية طابا، نقل السلطة:
أ‌- ستنقل إسرائيل صلاحيات ومسؤوليات كما هو محدد في هذه الاتفاقية من الحكومة العسكرية الإسرائيلية وإدارتها المدنية إلى المجلس بموجب هذه الاتفاقية، وسوف تستمر إسرائيل في ممارسة صلاحياتها ومسؤولياتها التي لم يتم نقلها.
ب‌- لحين تنصيب المجلس، فإن الصلاحيات والمسؤوليات المنقولة إلى المجلس ستتم ممارستها من قبل السلطة الفلسطينية المشكلة بموجب اتفاقية (غزة- أريحا) والتي سوف يكون لها أيضاً جميع الحقوق والمسؤوليات والواجبات الملقاة على عاتق المجلس في هذا الخصوص، وعلى هذا، فإن مصطلح «المجلس» في جميع أماكن هذه الاتفاقية سوف يفسر- ولحين تنصيب المجلس- على أنه يعنى السلطة الفلسطينية.
ت‌- نقل الصلاحيات والمسؤوليات لقوات الشرطة المشكلة من قبل المجلس الفلسطيني، بموجب المادة الرابعة عشر أدناه، (يشار اليها من الآن «الشرطة الفلسطينية») سيتم بشكل مرحلي، كما هو مفصل في هذه الاتفاقية، وفي البروتوكول الخاص بترتيبات الأمن وإعادة الانتشار الملحق بهذه الاتفاقية.
ث‌- بالنسبة إلى نقل وتولي السلطة في المجالات المدنية، سيتم نقل وتولي الصلاحيات والمسؤوليات كما نص عليها في بروتوكول العلاقات المدنية المرفق لهذه الاتفاقية.
ج‌- بعد تنصيب المجلس، سيتم حل الإدارة المدنية في الضفة الغربية، وستنسحب الحكومة العسكرية الإسرائيلية، لن يحد انسحاب الحكومة العسكرية من ممارستها الصلاحيات والمسؤوليات غير المنقولة إلى المجلس.
ح‌- ستشكل لجنة مشتركة للتعاون والتنسيق في الشؤون المدنية (فيما يلي الـ "C.A.C")، ولجنتان فرعيتان للعلاقات المدنية المشتركة لقطاع غزة والضفة الغربية بالتوالي ومكاتب إقليمية للارتباط المدني؛ لأجل توفير تنسيق وتعاون في الأمور المدنية بين المجلس وإسرائيل.
خ‌- ستقام مكاتب المجلس ومكاتب رئيسه وسلطته التنفيذية واللجان الأخرى الواقعة في المناطق، تحت الولاية الفلسطينية في الضفة الغربية وقطاع غزة.
* البند (2): الانتخابات:
أ‌- حتى يحكم الشعب الفلسطيني في الضفة الغربية وقطاع غزة وفقاً لمبادئ ديمقراطية، ستجرى انتخابات سياسية عامة مباشرة وحرة للمجلس، ورئيس السلطة التنفيذية، وفقاً للأحكام المنصوص عليها في بروتوكول الانتخابات المرفق.
ب‌- هذه الانتخابات ستشكل خطوة تمهيدية انتقالية مهمة باتجاه تحقيق الحقوق المشروعة للشعب الفلسطيني ومتطلباته العادلة، وستوفر قاعدة ديمقراطية لإقامة المؤسسات الفلسطينية.
ت‌- بإمكان فلسطينيي القدس والذين يعيشون هناك المشاركة في عملية الانتخابات، وفقاً للأحكام المنصوص عليها في هذا الاتفاق، وفي المادة السادسة للملحق الانتقالي الثاني في «ترتيبات الانتخابات بخصوص القدس».
ث‌- سيعلن رئيس السلطة الفلسطينية عن الانتخابات مباشرة، بعد توقيع هذه الاتفاقية والتي ستنفذ في أقرب توقيت عملي، بعد إعادة انتشار القوات الإسرائيلية، ومتوافق مع متطلبات الجدول الزمني للانتخابات، قانون الانتخابات.
* البند (3): بنية المجلس الفلسطيني
1- المجلس الفلسطيني ورئيس السلطة التنفيذية للمجلس سيشكلان سلطة الحكومة الذاتية الانتقالية للشعب الفلسطيني، والتي سيتم انتخابها من قبل الشعب الفلسطيني في الضفة الغربية والقدس، وقطاع غزة للفترة الانتقالية المتفق عليها في الملحق "1" من إعلان المبادئ.
2- سيحصل المجلس على صلاحيات تشريعية وتنفيذية وفقاً للمادة "7" و "9" من إعلان المبادئ، وسيكون مسؤولاً عن جميع الصلاحيات التشريعية والتنفيذية والمسؤوليات المنقولة إليه بموجب هذه الاتفاقية، ممارسة صلاحيات تشريعية ستكون وفقاً للمادة "18" لهذه الاتفاقية (الصلاحيات التشريعية للمجلس).
3- المجلس ورئيس السلطة التنفيذية للمجلس سينتخبون مباشرة وفي آن واحد، من قبل الشعب الفلسطيني في الضفة الغربية والقدس وقطاع غزة، بموجب أحكام هذه الاتفاقية وقانون وأنظمة الانتخابات، والتي لن تكون مخالفة لأحكام هذه الاتفاقية.
4-أعضاء المجلس ورئيس السلطة التنفيذية للمجلس سينتخبون لفترة انتقالية لا تتجاوز الخمس سنوات من تاريخ التوقيع على اتفاقية غزة - أريحا الموقعة في 4 أيار 1994
بعد تنصيبه مباشرة، سينتخب المجلس من بين أعضاءه متحدثاً "Speaker" سيرأس المتحدث اجتماعات المجلس، ويديره ويدير لجانه، يقر جدول أعمال كل اجتماع، ويضع أمام المجلس اقتراحات للتصويت وإعلان النتائج.
5- ولاية المجلس ستكون كما هو محدد في المادة "17" من هذه الاتفاقية (الولاية).
6- إن تنظيم بنية ووظيفة المجلس ستحدد بموجب هذه الاتفاقية وبموجب القانون الأساسي لسلطة الحكم الذاتي الانتقالي الفلسطيني، والذي سيتبناه المجلس. القانون الأساسي وأي أنظمة تقام من خلاله لن تكون خلافاً لأحكام هذه الاتفاقية.
7- سيكون المجلس مسؤولاً من خلال صلاحياته التنفيذية عن المكاتب، الخدمات والدوائر المنقولة له وباستطاعته تأسيس- وفق ولايته- وزارات وهيئات، وهيئات فرعية، بناءً على احتياجاته لتنفيذ مسؤولياته.
8- سيقدم المتحدث من أجل موافقة المجلس، أنظمة إجرائية داخلية مقترحة؛ لتسير ضمن أشياء أخرى عمليات أخذ القرار في المجلس وأشياء أخرى.
* البند (4): حجم المجلس:
المجلس الفلسطيني سيشكل من 82 ممثلاً ورئيس السلطة التنفيذية والذي سيتم انتخابهم مباشرة وبوقت واحد من قبل الشعب الفلسطيني في الضفة الغربية والقدس وقطاع غزة.
* البند (5): السلطة التنفيذية للمجلس:
1- سيكون للمجلس لجنة تمارس السلطات التنفيذية للمجلس، وستشكل بموجب البند الرابع أدناه (من الآن فصاعداً السلطة التنفيذية).
2- ستعطى السلطة التنفيذية الصلاحيات التنفيذية للمجلس، وستمارسها بالنيابة عن المجلس، وستحدد إجراءاتها الداخلية وعمليات أخذ القرار بنفسها.
3- سينشر المجلس أسماء أعضاء اللجنة/ السلطة التنفيذية مباشرة بعد تعيينهم الأولي وأية تغييرات لاحقة.
4- /أ. سيكون رئيس السلطة التنفيذية بحكم وظيفته عضواً في السلطة التنفيذية.
```
ب. جميع الأعضاء الآخرين في لجنة/ السلطة التنفيذية، باستثناء ما ورد في الفقرة الفرعية «ج» أدناه، سيكونون أعضاء في المجلس، وسيتم اختيارهم واقتراحهم للمجلس من قبل رئيس السلطة التنفيذية وبقرار من قبل المجلس.
```

ج. سيكون لرئيس السلطة التنفيذية الحق في تعيين بعض الأشخاص، على أن لا يتعدى عددهم 20% من مجمل أعضاء السلطة التنفيذية، والذين ليسوا أعضاء في المجلس من أجل ممارسة سلطات تنفيذية، وفي المشاركة في الأعمال الحكومية ليس للأعضاء المعينين حق التصويت في اجتماعات المجلس.
د. يكون أعضاء السلطة التنفيذية غير المنتخبين عنواناً صحيحاً في منطقة تحت ولاية المجلس.
* البند (6): لجان المجلس الأخرى:
1- بإمكان المجلس أن يشكل لجاناً صغرى لتسهيل إجراءات عمل المجلس والمساعدة في السيطرة على نشاط السلطة التنفيذية.
2- ستضع كل لجنة إجراءاتها الخاصة في أخذ القرار، وذلك ضمن الإطار العام لتنظيم وهيكلية المجلس.
* البند (7) حكومة علنية:
1- جميع جلسات المجلس ولجانها باستثناء اجتماعات السلطة التنفيذية ستكون مفتوحة أمام الجمهور، إلا إذا قرر المجلس أو اللجنة المعنية غير ذلك على خلفية أسرار أمنية، أو تجارية، أو شخصية.
2- المشاركة في نقاشات المجلس ولجانها ونقاشات السلطة التنفيذية ستكون محدودة فقط لأعضاء كل منها، بالإمكان دعوة خبراء لمثل هذه الاجتماعات؛ للحديث عن قضايا محددة ومن أجل الغرض المذكور.
* البند (8): المراجعة القضائية:
أي شخص أو منظمة تأثرت من أي نشاط أو قرار صادر عن رئيس السلطة التنفيذية للمجلس، أو من أي عضو من السلطة التنفيذية، ويعتقد أن مثل هذا النشاط أو القرار يتعدى سلطة رئيس المجلس أو العضو، أو أنه غير صحيح من الناحية القانونية أو الإجرائية، بإمكانه التقدم إلى المحكمة العدلية الفلسطينية المختصة من أجل مراجعة مثل هذا النشاط أو القرار.
* البند (9)
أ‌- بناءً على إعلان المبادئ لن يكون للمجلس صلاحيات ومسؤوليات في مجال العلاقات الدولية، والتي تشمل تأسيس سفارات أو قنصليات أو أي ممثليات أو ملحقات في الخارج أو السماح بتأسيسها في الضفة الغربية أو غزة، أو تعيين أو قبول موظفين دبلوماسيين أو ممارسة مهام دبلوماسية.
ب‌- بالرغم من أحكام هذا البند، فبإمكان منظمة التحرير الفلسطينية أن تجري مفاوضات توقع من خلالها اتفاقيات مع دول أو منظمات دولية لمصلحة المجلس في الأمور التالية فقط:-
1- اتفاقيات اقتصادية كما هو منصوص عليه بوضوح في الملحق الخامس من هذه الاتفاقية.
2- اتفاقيات مع دول مانحة من أجل تنفيذ ترتيبات تقديم المساعدات للمجلس.
3- اتفاقيات من أجل تنفيذ خطط التنمية الإقليمية كما هي موضحة في الملحق الرابع من إعلان المبادئ أو في اتفاقيات دخلت في إطار المفاوضات المتعددة.
4- اتفاقيات ثقافية، علمية، أو تعليمية.
ت‌- المعاملات ما بين المجلس وممثلي الدول والمنظمات الدولية إضافة إلى تأسيس مكاتب تمثيلية في الضفة الغربية وقطاع غزة عدا تلك المذكورة في الفقرة «أ» أعلاه، وذلك من أجل تنفيذ الاتفاقيات المنصوص عليها في الفقرة «ب» أعلاه، لن يتم اعتبارها على أنها علاقات دولية.
ث‌- مع مراعاة أحكام هذا الاتفاق، فسيكون للمجلس- ضمن صلاحياته- نظام قضائي مستقل للمحاكم والهيئات الحكومية الفلسطينية.
** المادة (10): الفصل الثاني: إعادة الانتشار والترتيبات الأمنية إعادة
انتشار القوات العسكرية الإسرائيلية:
1- ستغطي المرحلة الأولى لإعادة انتشار القوات العسكرية الإسرائيلية المناطق السكانية في الضفة الغربية- المدن، القرى، ومخيمات لاجئين، والخرب، كما هو منصوص عليه في الملحق الأول، وستكتمل قبل عشية الانتخابات الفلسطينية، بمعنى آخر، 22 يوماً قبل يوم الانتخابات.
2- إعادة انتشار لاحقة للقوات العسكرية الإسرائيلية لمواقع عسكرية محددة- ستبدأ مباشرة بعد تنصيب المجلس، وسيتم تنفيذها تدريجياً بتزامن مع تولي الشرطة الفلسطينية مسؤوليات النظام العام والأمن الداخلي، وستتم خلال 18 شهراً من تنصيب المجلس كما هو موضح في البنود ("11" الأرض) و ("13" الأمن) أدناه والملحق الأول.
3- ستنتشر الشرطة الفلسطينية، وستتولى مهام النظام العام والأمن الداخلي للفلسطينيين بشكل مرحلي بناءً على المادة ("13" الأمن) أدناه والملحق الأول.
4- ستستمر إسرائيل في القيام بمسؤوليات الأمن الخارجي، إضافة إلى مسؤولية الأمن الشامل للإسرائيليين، وذلك؛ من أجل المحافظة على أمنهم الداخلي والنظام العام.
5- وفقاً لهدف هذه الاتفاقية «قوات الأمن الإسرائيلية» تشمل الشرطة الإسرائيلية وقوات أمن إسرائيلية أخرى.
* البند (11):
باستثناء القضايا التي سيتم التفاوض عليها في مفاوضات المرحلة النهائية، ستقع تحت ولاية المجلس الفلسطيني، وسيتم ذلك بشكل مرحلي خلال 18 شهراً من يوم تنصيب المجلس كما هو موضح أدناه:-
1- أراضي في مناطق سكنية (المناطق أ، ب)، بما في ذلك أراضي الدولة وأراضي الوقف ستقع تحت ولاية السلطة الفلسطينية في المرحلة الأولى لإعادة الانتشار.
2- جميع الصلاحيات والمسؤوليات المدنية، بما فيها التنظيم الهيكلي في مناطق (أ، ب) كما نص عليها في الملحق الثالث، ستنتقل وستعطى إلى السلطة الفلسطينية خلال المرحلة الأولى لإعادة الانتشار.
3- في المنطقة «ب» خلال المرحلة الأولى لإعادة الانتشار، ستنقل إسرائيل للمجلس صلاحيات ومسؤوليات مدنية غير مرتبطة بالأراضي، كما هو منصوص عليه في الملحق الثالث.
4- إعادة انتشار أخرى لقوات عسكرية إسرائيلية لمواقع عسكرية محددة سيتم تنفيذها تدريجياً بموجب إعلان المبادئ في ثلاث مراحل، سيتم تحقيق كل منها في فترة مدتها ستة أشهر، بعد تنصيب المجلس، والتي ستكتمل خلال 18 شهراً من تاريخ تنصيب المجلس.
5- خلال مراحل إعادة الانتشار الأخرى والتي ستكتمل خلال 18 شهراً من تاريخ تنصيب المجلس، سيتم نقل صلاحيات ومسؤوليات متعلقة بالأراضي تدريجياً إلى الولاية الفلسطينية، والتي ستغطي مناطق الضفة الغربية وقطاع غزة ماعدا القضايا التي سيتم التفاوض عليها في مفاوضات الوضع النهائي.
6- المواقع العسكرية المحددة والمذكورة في المادة العاشرة البند "2" أعلاه ستحدد في المراحل الأخرى لإعادة الانتشار، خلال إطار زمني محدد ينتهي في وقت لا يتعدى 18 شهراً من تاريخ تنصيب المجلس، «ب» يتفق الطرفان على أن منطقة الضفة الغربية وقطاع غزة، وسيتم التفاوض عليها في مفاوضات الوضع النهائي؛ لأغراض هذه الاتفاقية ولحين اكتمال المرحلة الأولى لإعادة الانتشار:-
أ‌. المنطقة «أ» تعني المناطق المأهولة والمرسومة بخط أحمر ومظللة بلون بني على الخارطة المرفقة رقم "1".
ب‌. المنطقة «ب» تعني المناطق المأهولة والمرسومة بخط أحمر ومظللة بلون أصفر على الخارطة المرفقة رقم "1"، وكذلك المناطق المقامة عليها أبنية في الخرب المدونة في اللائحة في الذيل 6 الملحق "1".
ت‌. المنطقة «ج» تعني مناطق في الضفة الغربية خارج مناطق «أ» و«ب»، سيتم نقلها تدريجياً للولاية الفلسطينية بموجب هذه الاتفاقية باستثناء قضايا سيتم التفاوض عليها في مفاوضات الوضع النهائي.
* البند (12): ترتيبات للأمن والنظام العام:
1- من أجل ضمان النظام العام والأمن الداخلي للفلسطينيين في الضفة الغربية وقطاع غزة، سيشكل المجلس قوة شرطية قوية كما نصت عليها المادة "14" أدناه.
ستستمر إسرائيل في تحمل مسؤوليات الدفاع ضد التهديدات الخارجية: بما في ذلك مسؤولية حماية الحدود المصرية والأردنية، والدفاع ضد التهديدات الخارجية من البحر ومن الجو أيضاً، إضافة إلى المسؤولية للأمن الشامل للإسرائيليين في المستوطنات، من أجل ضمان أمنهم الداخلي والنظام العام، وسيكون لها صلاحيات أخذ الخطوات الضرورية لمواجهة هذه المسؤولية.
2- ترتيبات وآليات تنسيق أمنية متفق عليها موضحة في الملحق الأول.
3- سيتم تشكيل لجنة تنسيق وتعاون مشتركة من أجل الأمن المتبادل (ستسمى من الآن فصاعداً "JSC") بالإضافة إلى لجنة أمن إقليمي مشتركة (من الآن فصاعداً"PSCs") ومكاتب مشتركة للتنسيق في المناطق (من الآن فصاعداً"DCOs") كما نص عليه في الملحق الأول.
4- بالإمكان مراجعة الترتيبات الأمنية المنصوص عليها في هذه الاتفاقية، وفي الملحق الأول بناءً على طلب أحد الطرفين، ويمكن تعديلها بالاتفاق المتبادل للأطراف، ترتيبات محددة للمراجعة مشمولة في الملحق الأول.
5- لغرض هذه الاتفاقية «المستوطنات» تعني في الضفة الغربية- المستوطنات في المنطقة «ج»، وفي قطاع غزة - مستوطنات غوش قطيف وإيرز، إضافة إلى المستوطنات الأخرى كما هي موضحة في الخارطة رقم "2" المرفقة.
* البند (13): الأمن:
أ‌. عند اكتمال إعادة انتشار القوات العسكرية الإسرائيلية في أي لواء، فإن المجلس سوف يتسلم الصلاحيات والمسؤوليات للأمن الداخلي والنظام العام في المنطقة «أ» من اللواء.
ب‌. سوف يكون هناك إعادة انتشار كاملة للقوات العسكرية الإسرائيلية في المنطقة «ب»، وستقوم إسرائيل بنقل مسؤولية النظام العام عن الفلسطينيين إلى المجلس الذي سيقوم باستلامها. سيكون لإسرائيل المسؤولية العليا للأمن من أجل حماية الإسرائيليين ومواجهة خطر الإرهاب.
ت‌. في المنطقة «ب» ستتسلم الشرطة الفلسطينية مسؤولية النظام العام للفلسطينيين الذين سيتم انتشارهم من أجل تأمين الاحتياجات والمتطلبات الفلسطينية بالوجه التالي:-
ت/1- ستشكل الشرطة الفلسطينية 25 محطة ومركز شرطة في مدن وقرى وأماكن أخرى محددة في المرفق "2" للملحق الأول، وكما رسمت على الخارطة رقم 3 بإمكان الـ "RSC" التابع للضفة الغربية الموافقة على تأسيس محطات ومراكز شرطة أخرى إذا اقتضت الحاجة.
ت/2- ستكون الشرطة الفلسطينية مسؤولة عن معالجة قضايا النظام العام والتي يتورط بها الفلسطينيون فقط.
ت/3- ستعمل الشرطة الفلسطينية بحرية في المناطق المأهولة والتي يقع بها مراكز ومحطات شرطة كما هو منصوص عليه في البنود (ت1) أعلاه.
ت/4- في حين أن تحرك الشرطة الفلسطينية بالزي الرسمي في المنطقة «ب» والتي هي خارج المناطق الموجود بها مراكز ومواقع للشرطة الفلسطينية، ستنفذ بعد التنسيق والتصديق لها من الـ "DCO" المعنية بثلاثة أشهر بعد استكمال إعادة الانتشار من منطقة «ب» إلى المدن والقرى الفلسطينية في منطقة «ب» على الطرق المستعملة فقط من قبل الفلسطينيين بعد إعلام الـ."DCO"
ت/5- إن التنسيق لتحرك مخطط كهذا قبل التصديق عليه من خلال الـ "DCO" المعتمد يجب أن يشتمل على خطة مبرمجة بما في ذلك عدد أفراد الشرطة، ونوع وعدد قطع السلاح والعربات المنوي استخدامها، هذا يجب أن يشتمل أيضاً على تفصيلات لترتيبات من أجل ضمان التنسيق المستمر من خلال حلقات الاتصال الملائمة، والبرنامج الدقيق لتحرك العملية المخطط لها داخل المنطقة، إضافة إلى المكان المقصود والطريق المستخدمة لذلك، ومدتها المقترحة، وبرامج الرجوع إلى محطة أو مركز الشرطة؛ وسيقدم الجانب الإسرائيلي في الـ "DCO" إلى الجانب الفلسطيني رده بعد استلام طلب لتحرك الشرطة، بموجب هذه الفقرة خلال يوم واحد في الحالات العادية والروتينية أو في فترة لا تتعدى الساعتين في حالات الطوارئ.
ت/6- ستقوم الشرطة الفلسطينية والقوات العسكرية الإسرائيلية بنشاطات أمنية مشتركة على الطرق الرئيسة كما هو منصوص عليه في الملحق الأول.
ت/7- ستخبر الشرطة الفلسطينية الـ "RSC" التابع للضفة الغربية عن أسماء أفراد الشرطة، أرقام عربات الشرطة، والأرقام المتسلسلة، بخصوص كل محطة أو مركز شرطة في المنطقة «ب».
ت/8- إعادة انتشار أخرى في منطقة «ج» ونقل مسؤوليات الأمن الداخلي للشرطة الفلسطينية في مناطق «ب» و «ج» ستتم خلال ثلاثة مراحل، كل مرحلة تستمر بعد فترة ستة أشهر، وستكتمل 18 شهراً بعد تنصيب المجلس، باستثناء قضايا مفاوضات الوضع النهائي ومسؤوليات إسرائيل الشاملة عن الإسرائيليين والحدود.
ت/9- الاجراءات المفصلة في هذا البند سيتم مراجعتها خلال ستة أشهر بعد اكتمال المرحلة الأولى لإعادة الانتشار.
* البند (14): الشرطة الفلسطينية:
1- سيشكل المجلس قوة شرطية قوية. واجبات وأعمال وهيكلية، وتركيبة، ونشر قوات الشرطة الفلسطينية، بالإضافة إلى الأحكام المتعلقة بأجهزتها وعملها وأيضاً إلى قواعد سلوكها منصوص عليها في الملحق الأول.
2- سيتم دمج قوات الشرطة الفلسطينية التي شكلت بمقتضى اتفاقية غزة - أريحا في الشرطة الفلسطينية وستكون خاضعة لأحكام هذه الاتفاقية.
3- باستثناء الشرطة الفلسطينية والقوات العسكرية الإسرائيلية لن يتم تشكيل أو عمل أي قوة مسلحة أخرى.
4- باستثناء سلاح وعتاد وأجهزة الشرطة الفلسطينية في الملحق الأول وتلك الخاصة بالقوات العسكرية الإسرائيلية، لا يمكن لأي منظمة أو مجموعة أو أفراد في الضفة الغربية وقطاع غزة أن يصنع أو يبيع أو يحوز أو يملك أو يورد أو يحضر سلاح أو عتاد ومتفجرات أو ملح البارود أو أي أجهزة مرتبطة بذلك، إلا إذا كان منصوصاً عليه في الملحق الأول.
* البند (15): منع الأعمال العدوانية:
1- سيأخذ الطرفان الإجراءات الضرورية لمنع أعمال الإرهاب، الجريمة، والأعمال العدوانية الموجهة ضد الطرف الآخر أو ضد أفراد واقعين تحت سلطة الطرف الآخر وضد ممتلكاتهم وسوف تؤخذ الاجراءات القانونية ضد مرتكبي هذه الأعمال.
2- أحكام محددة لطبيعة هذه المادة منصوص عليها في الملحق الأول.
* البند (16): اجراءات بناء الثقة:
من أجل خلق جو عام ايجابي ومساند لمواكبة تطبيق هذه الاتفاقية، وبناء قاعدة راسخة للثقة المتبادلة والنية الحسنة، ومن أجل تسهيل التعاون المرتقب وعلاقات جديدة بين الشعبين، اتفق الطرفان على القيام بإجراءات بناء ثقة كما هو موضح أدناه:-
1- ستفرج إسرائيل عن (أو تنقل إلى الجانب الفلسطيني) موقوفين ومساجين من سكان الضفة الغربية وقطاع غزة، ستتم المرحلة الأولى للإفراج عن هؤلاء المساجين والموقوفين عند التوقيع على هذه الاتفاقية، والمرحلة الثانية ستتم قبيل يوم الانتخابات، سيكون هناك مرحلة ثالثة من الإفراج عن الموقوفين المساجين، وسيتم الإفراج عنهم من ضمن الفئات المفصلة في الملحق السابع (الإفراج عن معتقلين ومساجين فلسطينيين) سيكون للمفرج عنهم الحرية في الرجوع إلى بيوتهم في الضفة الغربية وقطاع غزة.
2- الفلسطينيون الذين أقاموا صلات مع السلطات الإسرائيلية لن يكونوا عرضة لأعمال المضايقة، أو العنف، أو الانتقام، أو التعسف أو المحاكمة، وسيتم أخذ إجراءات ملائمة ومستمرة بالتنسيق مع إسرائيل من أجل ضمان حمايتهم.
3- الفلسطينيون من الخارج والذين يسمح بدخولهم إلى الضفة الغربية وقطاع غزة استناداً إلى هذه الاتفاقية، والذي يسرى عليهم أحكام هذه الاتفاقية سوف لن تتم مقاضاتهم عن أعمال ارتكبت قبل 13 أيلول 1993.
* البند (17)
أ‌. الولاية: بمقتضى إعلان المبادئ فإن ولاية المجلس ستشمل الضفة الغربية وقطاع غزة كوحدة جغرافية واحدة باستثناء:-
1- القضايا التي سيتم التفاوض عليها في مفاوضات الوضع النهائي: القدس، المستوطنات، المواقع الأمنية المحددة، اللاجئين الفلسطينيين، الحدود، العلاقات الدولية والإسرائيليين.
2- صلاحيات ومسؤوليات لم تنقل إلى المجلس.
ب‌. وعلى هذا، فإن سلطة المجلس تضم جميع الأمور التي تقع ضمن ولايتها الجغرافية أو الوظيفية أو الشخصية كما هو مبين أدناه:-
1- الولاية الجغرافية للمجلس ستضم منطقة قطاع غزة ما عدا المستوطنات ومنطقة القواعد العسكرية المبينة على الخارطة "2"، ومنطقة الضفة الغربية باستثناء المنطقة «ج»، سيتم نقلها تدريجياً إلى الولاية الفلسطينية في ثلاث مراحل، باستثناء القضايا التي سيتم التفاوض عليها في مفاوضات الوضع النهائي، تأخذ كل منها فترة ستة أشهر تكتمل بعد 18 شهراً من تنصيب المجلس.
في هذا الوقت ستشمل ولاية المجلس مناطق الضفة الغربية وقطاع غزة باستثناء القضايا التي سيتم التفاوض عليها في مفاوضات الوضع النهائي.
2- الولاية الجغرافية ستشمل الأرض، المياه المحلية والإقليمية، بموجب أحكام هذه الاتفاقية.
3- تمتد الولاية الوظيفية للمجلس إلى جميع الصلاحيات والمسؤوليات المنقولة إليه كما هو محدد في هذه الاتفاقية أو في أي اتفاقيات مستقبلية يمكن التوصل إليها بين الطرفين خلال المرحلة الانتقالية.
4- تمتد الولاية الوظيفية والإقليمية للمجلس على جميع الأفراد ما عدا الإسرائيليين، إلا إذا نصت الاتفاقية خلافاً لذلك على الرغم من الفقرة أعلاه، سيكون للمجلس ولاية وظيفية على المنطقة «ج» كما هو محدد في المادة الرابعة من الملحق الثالث.
ت‌. سيكون للمجلس ضمن سلطته صلاحيات ومسؤوليات تشريعية وتنفيذية وقضائية، كما هو منصوص عليه في هذه الاتفاقية.
ث‌. /أ- سيكون لإسرائيل من خلال الحكم العسكري سلطة على مناطق لا تقع تحت الولاية الإقليمية.
ب- لهذه الغاية، الحكم العسكري الإسرائيلي سيبقي على صلاحيات ومسؤوليات تشريعية وتنفيذية وقضائية ضرورية بناءً على القانون الدولي. لن ينتقص هذا النص من تطبيق التشريعات الإسرائيلية على الإسرائيليين في الدعاوى أمام القضاء.
ج‌. ممارسة السلطة فيما يتعلق بالمجال الكهرومغناطيسي وفي المجال الجوي سيكون بمقتضى أحكام هذه الاتفاقية.
ح‌. بدون إجحاف لأحكام هذه المادة، سيتم الامتثال للترتيبات القانونية المفصلة في البروتوكول الخاص بالقضايا القانونية، والمرفق كملحق "4"(من الآن فصاعدا «الملحق الرابع») وسيتم الامتثال إليها. بإمكان إسرائيل والمجلس التفاوض على ترتيبات قانونية أخرى.
خ‌. سيتعاون المجلس وإسرائيل في أمور المساعدة القانونية في قضايا مدنية وجنائية على أساس متبادل ومن خلال اللجنة القانونية من الآن فصاعداً «اللجنة القانونية» والتي أسست بناءً عليه.
د‌. ولاية المجلس ستمتد تدريجياً لتشمل منطقة الضفة الغربية وقطاع غزة، ما عدا قضايا سيتم التفاوض عليها في مفاوضات الوضع النهائي من خلال مجموعة من خطوات إعادة انتشار القوات العسكرية الإسرائيلية.
ستغطي المرحلة الأولى من إعادة انتشار القوات العسكرية الإسرائيلية مناطق سكنية في الضفة الغربية، مدن، قرى، مخيمات اللاجئين، وخرب، كما نص عليه في الملحق الثاني، وستستكمل قبل عشية الانتخابات الفلسطينية، أي قبل 22 يوماً من يوم الانتخابات. إعادة انتشار أخرى للقوات العسكرية الإسرائيلية إلى مواقع إسرائيلية محددة ستبدأ مباشرة بعد تنصيب المجلس وسيتم تنفيذه على ثلاث مراحل، كل مرحلة تأخذ فترة زمنية مدتها ستة أشهر تتم في وقت لا يتعدى 18 شهراً من تاريخ تنصيب المجلس.
* البند (18): الصلاحيات التشريعية للمجلس:
1- لأغراض هذه المادة، التشريع: يعني أي تشريعات أولية أو قانونية بما فيها القوانين الأساسية، قوانين، أنظمة، ومشاريع قانونية تشريعية أخرى.
2- سيكون للمجلس الصلاحية ضمن ولايته كما حددت في المادة السابعة عشر لهذه الاتفاقية، تبني التشريعات.
3- مع أن صلاحية التشريع الأولي ستكون بيد المجلس بمجمله، فإن رئيس السلطة التنفيذية للمجلس سيكون له الصلاحيات التشريعية التالية:-
أ‌. صلاحية مبادلة التشريعات أو تقديم مقترحات تشريعية للمجلس.
ب‌. صلاحية إصدار تشريعات تبناها المجلس.
ت‌. صلاحية إصدار تشريعات ثانوية، بما في ذلك أنظمة لها علاقة بأي أمور وضمن أي مجال نص عليه في أي تشريعات أولية تبناها المجلس.
4- /أ. التشريعات، بما فيها التشريعات التي تعدل أو تلغي قوانين سارية أو أوامر عسكرية، والتي تفوق ولاية المجلس أو التي تكون مخالفة لأحكام إعلان المبادئ، أو هذه الاتفاقية أو أية اتفاقية التي يمكن التوصل إليها بين الطرفين خلال المرحلة الانتقالية لن تكون سارية المفعول وستكون باطلة.
ب. على رئيس السلطة التنفيذية للمجلس عدم إصدار تشريعات تبناها المجلس، إذا كانت هذه التشريعات تقع ضمن أحكام هذا البند.
5- يجب إبلاغ الجانب الإسرائيلي في اللجنة القانونية عن جميع التشريعات.
6- بدون إجحاف لأحكام البند الرابع أعلاه، فإن الجانب الإسرائيلي في اللجنة القانونية بإمكانه لفت نظر اللجنة لأي تشريعات تعتبر إسرائيل أن البند الرابع ينطبق عليها، وذلك من أجل مناقشة قضايا ناشئة عن هذه التشريعات ستنظر اللجنة القانونية إلى تشريعات رفعت إليها في أقرب فرصة ممكنة.
* البند (19): حقوق الإنسان وحكم القانون:
سوف تمارس إسرائيل والمجلس صلاحياتهما ومسؤولياتهما بموجب هذه الاتفاقية مع اعتبار لازم للمبادئ والمعايير المقبولة دولياً ولمبادئ حقوق الإنسان وحكم القانون.
* البند (20): الحقوق والمسؤوليات والالتزامات:
أ/أ- إن نقل الصلاحيات والمسؤوليات من الحكم العسكري الإسرائيلي وإدارته المدنية إلى المجلس، كما هو مفصل في الملحق الثالث، يتضمن جميع الحقوق المتصلة، المسؤوليات والالتزامات التي تنشأ فيما يتعلق بالممارسات والإغفالات التي حدثت قبل هذا النقل. سوف تتوقف إسرائيل عن تحمل أية مسؤوليات مالية فيما يتعلق بممارسات وإغفالات كهذه وسوف يتحمل المجلس جميع المسؤوليات المالية هذه وكذلك لوظائفه الخاصة به.
أ/ب- سوف يحول أي ادّعاء مالي في هذا الخصوص ضد إسرائيل إلى المجلس.
أ/ج- سوف تزود إسرائيل المجلس بالمعلومات التي لديها فيما يتعلق بالادعاءات العالقة والمتوقعة التي قدمت للمحكمة أو القضاء ضد إسرائيل في هذا الخصوص.
أ/د- سوف تعلم إسرائيل المجلس وتمكنه من المشاركة في الدفاع عن الادعاء، والتقدم بحجج نيابة عن نفسه، عندما تقدم الإجراءات القانونية فيما يتعلق بمطلب كهذا.
أ/هـ- إذا حدث وإن كان هناك حكم ضد إسرائيل من قبل القضاء أو المحكمة فيما يتعلق بهذا الادعاء، سوف يعوض المجلس لإسرائيل بمبلغ الحكم الكامل.
أ/و- بدون إجحاف بما سبق، عندما تجد جلسة القضاء أو المحكمة التي تنظر بهذا الادعاء بأن المسؤولية تقع فقط على موظف أو عميل يتصرف في مجال أبعد من الصلاحيات الموكلة له أو لها، وبشكل غير قانوني أو معتمد، فإن المجلس لن يتحمل أية مسؤوليات مالية.
ب/ب- بالرغم من الأحكام في الفقرات «أ/أ» إلى «أ/و» أعلاه، يمكن لكل جانب أن يأخذ الإجراءات الضرورية بما في ذلك إصدار التشريعات وذلك لضمان أن مثل هذا الادعاء من قبل الفلسطينيين والذي يتضمن مطالبة عالقة، قد قدمت فقط أمام قضاء أو محاكم فلسطينية في الضفة الغربية أو قطاع غزة، ولا تقدم أو تمثل أمام القضاء أو المحاكم الإسرائيلية.
ب/ج- عندما يقدم ادّعاء جديد أمام القضاء والمحاكم الفلسطينية بعد رفض المطلب وفقاً للفقرة «أ» أعلاه، على المجلس أن يدافع عنه، وبناءً على الفقرة الفرعية (أ/أ) أعلاه، سوف يدفع مبلغ الحكم في حالة صدوره لصالح المدعي.
ب/د- سوف توافق اللجنة القانونية على ترتيبات لنقل جميع المواد والمعلومات الضرورية؛ لتمكين القضاء والمحاكم الفلسطينية للاستماع لهذه الادعاءات وفقاً للفقرة «ب» أعلاه، وعند الضرورة، لتقديم المساعدة القانونية من قبل إسرائيل إلى المجلس في الدفاع عن هذه الادعاءات.
ج- نقل السلطة بحد ذاته سوف لن يؤثر على الحقوق والمسؤوليات والالتزامات لأي شخص أو كيان قانوني تواجد في تاريخ توقيع هذه الاتفاقية.
د- سوف يتولى المجلس، عند تنصيبه جميع الحقوق والمسؤوليات والالتزامات للسلطة الفلسطينية.
هـ- لأغراض هذه الاتفاقية «الإسرائيليين» تشمل الأجهزة القانونية والشركات المسجلة في إسرائيل.
* البند (21): تسوية الخلافات والنزاعات:
سوف يتم تحويل أي خلاف يتعلق في تطبيق الاتفاقية إلى آلية التنسيق والتعاون المناسبة التي أقيمت بمقتضى هذه الاتفاقية، وسوف تطبق أحكام المادة الخامسة عشر من إعلان المبادئ على أي خلاف لم يسوى من خلال آلية التنسيق والتعاون المناسبة، خصوصاً:-
1- النزاعات التي تنشأ من تطبيق أو تفسير هذه الاتفاقية أو أية اتفاقات مرتبطة، وتخص المرحلة الانتقالية، يجب أن يتم تسويتها من خلال لجنة الارتباط.
2- يمكن حل النزاعات التي لا تسوى بالمفاوضات من خلال آلية لحسم النزاع يتفق عليها بين الطرفين.
3- يمكن للطرفين أن يتفقا على الخضوع للتحكيم من أجل فض النزاعات المتعلقة بالمرحلة الانتقالية، والتي لا يمكن تسويتها بالمصالحة. لهذه الغاية، وبناءً على اتفاق الطرفين؛ يمكن تشكيل لجنة تحكيم.
البند (22): الفصل الرابع، التعاون، العلاقة بين إسرائيل والمجلس:
1- سوف تسعى إسرائيل والمجلس لتعزيز التفاهم المتبادل والتسامح وبالتالي الامتناع عن التحريض، بما فيها الدعاية العدائية، ضد بعضهما البعض، وبدون الانتقاص من مبدأ حرية التعبير، وسوف يأخذان الإجراءات القانونية لمنع تحريض كهذا من قبل أي من المنظمات، أو الجماعات، أو الأفراد ضمن ولايتها.
2- سوف تضمن إسرائيل والمجلس بأن تساهم الأنظمة التعليمية الخاصة بهما في السلام بين إسرائيل والشعب الفلسطيني، والسلام في المنطقة عامة، وسوف تمتنعان عن التقدم بأية مواضيع يمكن أن تؤثر بشكل عكسي على مسيرة المصالحة.
3- دون الإجحاف بالأحكام الأخرى لهذه الاتفاقية، سوف تتعاون إسرائيل والمجلس في محاربة النشاط الإجرامي الذي يمكن أن يؤثر على الطرفين، بما في ذلك المخالفات المتعلقة بتجارة المخدرات غير المشروعة والمواد المهلوسة، التهريب، ومخالفات ضد الأملاك، بما في ذلك مخالفات تتعلق بالمركبات الآلية.
* البند (23): تعاون يتعلق بنقل الصلاحيات والمسؤوليات:
من أجل ضمان نقل منظم وسلس للصلاحيات والمسؤوليات، سيتعاون الجانبان فيما يتعلق بنقل صلاحيات الأمن والمسؤوليات وفقاً لأحكام الملحق الأول، ونقل الصلاحيات المدنية والمسؤوليات وفقاً لأحكام الملحق الثالث.
* البند (24): العلاقات الاقتصادية:
تم تحديد العلاقات الاقتصادية بين الجانبين في بروتوكول العلاقات الاقتصادية، الموقع في باريس في 29 نيسان 1994، والملاحق بناءً عليه، وملحق بروتوكول العلاقات الاقتصادية جميعها مرفقة كملحق 5، وسوف تحكم من قبل الأحكام ذات العلاقة بهذه الاتفاقية وملاحقها.
* البند (25): برامج التعاون:
1- يوافق الطرفان على تأسيس آلية لتطوير برامج بينهما، وضعت تفاصيله في الملحق السادس.
2- لجنة تعاون مستمرة تعالج قضايا تنشأ في سياق هذا التعاون، تشكل كما هو مبين في الملحق السادس.
* البند (26): لجنة الارتباط الإسرائيلية- الفلسطينية المشتركة:
1- سوف تضمن لجنة الارتباط التي تأسست بموجب المادة العاشرة من إعلان المبادئ، تطبيق سلس لهذه الاتفاقية. سوف تعالج قضايا تتطلب التنسيق، وقضايا أخرى ذات الاهتمام المشترك والنزاعات.
2- ستشكل لجنة الارتباط من عدد متساوٍ من الأعضاء من كل جانب، يمكن إضافة فنيين آخرين وخبراء عند الضرورة.
3- سوف تتبنى لجنة الارتباط قواعد عملها الإجرائية بما في ذلك، مكان أو أماكن اجتماعاتها وعددها.
4- سوف تصل لجنة الارتباط إلى قراراتها بالاتفاق.
5- ستشكل لجنة الارتباط لجنة فرعية لمراقبة وتوجيه وتطبيق هذه الاتفاقية (يشار إليها من الآن فصاعداً بـ «لجنة المراقبة والتوجيه») سيكون عملها كالتالي:
أ‌. ستقوم لجنة المراقبة والتوجيه، بصورة مستمرة، بمراقبة تطبيق هذه الاتفاقية بهدف دعم التعاون وتشجيع العلاقات السلمية بين الطرفين.
ب‌. ستقوم لجنة المراقبة والتوجيه بتسيير نشاطات اللجان المشتركة المختلفة والتي شكلت بهذه الاتفاقية (CAC.JSC) وهي: اللجنة القانونية، اللجنة القانونية المشتركة، ولجنة التعاون المستمرة لهذه الاتفاقية. ستقوم اللجنة بتقديم تقارير إلى لجنة الارتباط.
ت‌. ستؤلف لجنة المراقبة والتوجيه من رؤساء اللجان المذكورة أعلاه.
ث‌. رئيس لجنة المراقبة والتوجيه يضعان قواعد إجرائية، بما في ذلك مكان وعدد الاجتماع.
* البند (27): التنسيق والارتباط مع الأردن ومصر:
1- تبعاً للمادة الثانية عشر من إعلان المبادئ، دعا الجانبان حكومتي الأردن ومصر للمشاركة في تأسيس ترتيبات تنسيق وارتباط أخرى بين حكومة إسرائيل وممثلين فلسطينيين من جهة، وحكومتي الأردن ومصر من جهة أخرى، لترويج التعاون فيما بينهما، وكجزء من هذه الترتيبات، فإن لجنة مستمرة قد شكلت وبدأت عملها.
2- سوف تقرر اللجنة المستمرة بالاتفاق على أشكال دخول أشخاص (Displaced) نزحوا من الضفة الغربية وقطاع غزة في 1967، جنباً إلى جنب مع الاجراءات الضرورية لمنع الفوضى وانعدام النظام.
3- سوف تعالج اللجنة المستمرة أمور أخرى ذات اهتمام مشترك.
* البند (28): الأشخاص المفقودون:
1- ستتعاون إسرائيل والمجلس بتزويد كل منهما الآخر بالمساعدة الضرورية في القيام بالبحث عن الأشخاص المفقودين وعن جثث أشخاص لم يتم اكتشافهم، وكذلك بتزويد معلومات عن الأشخاص المفقودين.
2- تتعهد م.ت.ف بالتعاون مع إسرائيل وأن تساعدها في جهودها لتحديد ولإرجاع إلى إسرائيل جنود إسرائيليين فقدوا في الخدمة، وكذلك عن جثث إسرائيليين لم يتم اكتشافهم بعد.
* البند (29): الفصل الخامس، أحكام مختلفة، المعبر الآمن بين الضفة الغربية وقطاع غزة:
لقد تم وضع الترتيبات لمعبر آمن للأشخاص والمواصلات بين الضفة الغربية وقطاع غزة في الملحق الأول.
* البند (30): لقد تم وضع ترتيبات للتنسيق بين إسرائيل والمجلس فيما يتعلق بالمعبر من وإلى مصر والأردن، وكذلك أية معابر دولية أخرى متفق عليها في الملحق الأول.
* البند (31)
أ‌- ستدخل هذه الاتفاقية حيز التنفيذ يوم التوقيع عليها.
ب‌- عند تنصيب المجلس، فإن هذه الاتفاقية ستحل محل اتفاقية (غزة- أريحا)، واتفاقية النقل التمهيدي، وبروتوكول النقل الإضافي.
ت‌- سيحل المجلس عند تنصيبه مكان السلطة الفلسطينية، وسيتولى جميع أعمال والتزامات السلطة الفلسطينية المنصوص عليها في اتفاقية (غزة-أريحا)، واتفاقية النقل التمهيدي، وبروتوكول النقل الإضافي.
ث‌- سيقر الطرفان جميع التشريعات اللازمة لتنفيذ هذه الاتفاقية.
ج‌- ستبدأ مفاوضات الوضع النهائي بين الطرفين في أقرب وقت ممكن على أن لا يتعدى ذلك 4 أيار 1996. من المفهوم أن هذه المفاوضات ستشمل القضايا المتبقية بما فيها: القدس، اللاجئين، المستوطنات، الترتيبات الأمنية، الحدود، العلاقات والتعاون مع الدول المجاورة، وأمور أخرى ذات اهتمام مشترك.
ح‌- لا شيء في هذه الاتفاقية سوف يستبق أو يجحف بنتائج مفاوضات الوضع الدائم والتي ستجرى بموجب إعلان المبادئ، لن يعتبر أي من الطرفين، بحكم دخوله في هذه الاتفاقية، على أنه تخلى أو تنازل عن حقوقه الثابتة أو مطالبه، أو مواقفه.
خ‌- لن يقوم أي طرف بالبدء أو بأخذ أي خطوة يمكن أن تغير في وضع الضفة الغربية وقطاع غزة لحين التوصل إلى نتائج مفاوضات الوضع الدائم.
د‌- ينظر الطرفان إلى الضفة الغربية وقطاع غزة على أنها وحدة جغرافية واحدة، ستصان وحدتها ووضعها خلال المرحلة الانتقالية.
ذ‌- تتعهد م.ت.ف، خلال شهرين من تاريخ تنصيب المجلس، بانعقاد المجلس الوطني الفلسطيني، والموافقة رسمياً على التغييرات الضرورية بما يتعلق بالميثاق الفلسطيني، كما التعهد به في الرسالة الموقعة من رئيس م.ت.ف والموجهة إلى رئيس وزراء إسرائيل بتاريخ 19 أيلول 1993 و 4 أيار 1994.
ر‌- بموجب الملحق الأول، المادة السابعة من هذه الاتفاقية، تؤكد إسرائيل على أن الحواجز الدائمة على الطرق المؤدية من وإلى منطقة أريحا (باستثناء تلك الخاصة بالطريق الموصل من موسى العلمي إلى جسر اللنبي) سيتم إزالتها عند اكتمال المرحلة الأولى من إعادة الانتشار.
ز‌- المساجين الذين تم تسليمهم بموجب اتفاقية (غزة- أريحا) إلى السلطة الفلسطينية شريطة بقائهم في منطقة أريحا طوال فترة محكوميّتهم، سيكونون أحراراً بالعودة إلى منازلهم في الضفة الغربية وقطاع غزة عند اكتمال المرحلة الأولى من إعادة الانتشار.
س‌- بخصوص العلاقات بين إسرائيل وم.ت.ف، وبدون إجحاف من الالتزامات المتضمنة في الرسائل الموقعة من والمتبادلة مع رئيس وزراء إسرائيل ورئيس م.ت.ف بتاريخ 9 أيلول 1993 و 4 أيار 1994، سيقوم الطرفان فيما بينهما بتطبيق الأحكام المتضمنة في المادة الثانية والعشرين، «البند 1» مع التعديلات الضرورية.
1/ك- ديباجة هذه الاتفاقية وجميع ملاحقها وذيولها وخرائطها المرفقة تعتبر جزء لا يتجزأ من هذه الاتفاقية.
2/ك- اتفق الطرفان على أن الخرائط المرفقة لاتفاقية (غزة- أريحا) وهي:-
1- الخارطة رقم (1) (قطاع غزة) نسخة مطابقة مرفقة لهذه الاتفاقية كخارطة رقم (2) (في هذه الاتفاقية "الخارطة رقم "2").
2- الخارطة رقم (3) (انتشار الشرطة الفلسطينية في قطاع غزة)، نسخة مطابقة مرفقة لهذه الاتفاقية كخارطة رقم (5) (في هذه الاتفاقية "الخارطة رقم "5").
3- الخارطة رقم (6) (النشاط البحري) هي جزء لا يتجزأ وستبقى سارية المفعول طوال سريان هذه الاتفاقية.
ش‌- في حين أن منطقة الجفتلك ستقع تحت الولاية الوظيفية والشخصية للمجلس في المرحلة الأولى لإعادة الانتشار، فستتم دراسة نقل الولاية الجغرافية لهذه المنطقة إلى المجلس من الجانب الإسرائيلي في المرحلة الأولى من مراحل إعادة الانتشار الأخرى.

## خرائط
خرائط الاتفاق الانتقالي الإسرائيلي الفلسطيني بشأن الضفة العربية وقطاع غزة.

## وصلات خارجية
- Full text of The Israeli-Palestinian Interim Agreement on the West Bank and the Gaza Strip
- Full text of The Israeli-Palestinian Interim Agreement on the West Bank and the Gaza Strip
- Texts of the Annexes to the Israeli-Palestinian Interim Agreement
- Speeches by President Clinton and others at Israeli Palestinian Interim Agreement
- The Interim Agreement And International Law - Arab Studies Quarterly
- Speeches by President Clinton and others at Israeli Palestinian Interim Agreement
- Analysis of Interim Agreement - Reut Institute

قالب:Israeli-Palestinian conflict
قالب:عهد مبارك